# Shepton Mallet
Shepton Mallet är en stad och civil parish i Somerset i England. Orten har 10 369 invånare (2011). Byn nämndes i Domedagsboken (Domesday Book) år 1086, och kallades då Sepetone/Sepetona.